# 腓特烈二世 (神圣罗马帝国)
腓特烈二世（德語：Friedrich II；1194年12月26日—1250年12月13日），是一位来自霍亨斯陶芬家族的君主，拥有罗马人民的国王（1212年起）、神圣罗马皇帝（1220年加冕）、西西里国王（称弗雷德里科一世，1198年起）、耶路撒冷国王（1225年—1228年）、意大利国王和勃艮第领主的头衔。
腓特烈二世之父为神圣罗马帝国皇帝亨利六世，其母是为西西里女王科斯坦察皇后（由诺曼人统治的西西里王国唯一的女继承人）。他出生于意大利安科纳边疆区的耶西，是一位独生子。
腓特烈二世极其注重君威，留下大量雕塑，使今人得以猜测他的容貌。青年时，其容貌相当俊美清秀，显得很沉静。但随着岁月增长，越来越清瘦，表情越来越严肅，在他老年的雕塑中，人们看到的是一位皱着双眉、似乎相当威嚴的君主。
雖然是被開除教籍的皇帝，但利用外交手段指導第六次十字军东征，毫無死傷進入聖地耶路撒冷，被稱為「王座上第一個近代人」的知識分子。

## 身世和童年
他的父亲是德意志国王和神圣罗马帝国皇帝亨利六世，母亲是科斯坦察皇后，生下他时已经40岁。薄伽丘在《名女传》里记载关于他的母親科斯坦察皇后的传说。科斯坦察是西西里国王古列爾莫二世的姑母，有预言称她的婚姻将毁灭西西里，这使得她尚在童年就成为修女并被关在修道院里以保守贞，直至30岁时才与后来的亨利六世订婚并在2年后成婚。

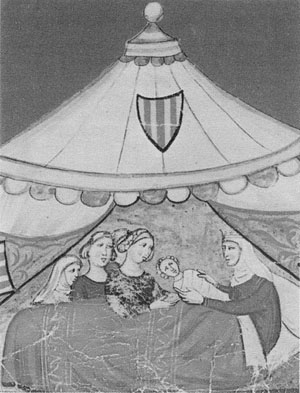
腓特烈二世 (神圣罗马帝国)誕生

科斯坦察皇后在婚后一直没有孩子，直到40岁才怀孩子，有些不怀好意的人宣称一个屠夫的儿子将被调换成皇子，这对靠血缘世袭的西西里王室而言是十分危险流言。1194年12月26日，皇后在赶往西西里（皇帝已经于圣诞节加冕成为西西里国王）途中感到分娩的阵痛，只得在耶西的市集上搭起帐篷。为维护孩子正统的继承权力，皇后允许镇上女公民观看分娩，并把正滴着乳汁的赤裸胸脯给众人看。
腓特烈出生时，被科斯坦察起名为康斯坦丁，即科斯坦察的男性化形式，表现他同时是诺曼王朝和君士坦丁大帝的遗产继承人。这一名字至少使用到他被选为罗马人的国王时。在2岁那年与父亲亨利六世唯一一次见面——施洗中，被赋予“腓特烈·罗杰”的名称：意寓将继承祖父“红胡子”腓特烈一世和外祖父罗杰二世的名字以及他们的丰功伟绩，成为西西里与德意志两地之王。
1196年12月，父親亨利六世让诸侯选举年幼的腓特烈为罗马人民的国王，但同时皇帝企图实现的王位世袭制度却因為教廷强烈反对而失败。但当亨利六世患疟疾突然去世时，腓特烈二世还是个2岁的孩子，皇帝遗嘱（有可能是伪造的）为他规划“理想的未来”，以帝国对教廷的让步保证腓特烈二世得到巨大的帝国。然而皇帝一死，托孤大臣安魏勒的马克瓦尔特（Markward of Annweiler）就被科斯坦察皇太后赶出西西里，年幼的腓特烈二世放弃德意志王位，随母到西西里岛逃避战火。
在科斯坦察皇太后授意下，腓特烈二世于1198年5月17日加冕为西西里国王。在丈夫去世一年后，44岁的科斯坦察太后也走到生命尽头，她于1198年11月28日去世，她在去世前请求强大的教皇英诺森三世保护这个年幼国王。因而这位国王幼时是在教皇监护下成长起来的，被称做“神父哺育的国王”，德国人则喜欢称他为“阿普利亚的孩子”。他从小在西西里长大，后来也一直热爱西西里。
这个儿童虽然戴着王冠，其实却是个时时被监视的囚徒。幼年的腓特烈二世是在不受重视甚至是歧视和虐待中度过的，他在西西里的都城巴勒莫度过整个童年，有传说6岁的他穿着国王的华服，用尖利手指甲不停划破绸衣和自己幼嫩的皮肤，有时候连吃饭都成为问题，在巴勒莫的街头流浪，依靠富有爱心支持皇帝的家庭接济。但正是这样悲惨坎坷的童年经历影响腓特烈二世一生，他待人平等，可以同马夫平等交谈问题，他只相信自己，极端自我，相当世故。他见多识广，对知识孜孜不倦也是从他童年在市井间生活开始的。
在他15岁的时候，他的监护人英诺森三世替他做了一项重大决定：缔结婚姻。为他选定的新娘比年轻的国王至少大10岁，还是个寡妇，阿拉贡的公主。
1211年，因为奥托四世的不受控制，英诺森三世提议腓特烈为德意志国王，而他的婴儿长子亨利加冕为西西里国王，妻子为王国摄政。于是乎腓特烈踏上前往德意志的道路。3月，自巴勒莫出发，于复活节夕到达罗马，与英诺森三世会面——这也是两者唯一的一次会面。腓特烈宣誓效忠教宗。随后經过热那亚，于7月到达康斯坦茨，并在之后3个月，与法国不久后的国王路易八世签订共同对抗奥托四世。1213年7月12日，在教宗的黄金训令中，承托神圣罗马帝国与西西里王国的分离，放弃德意志在意大利半岛的一切权力，并承诺进行第五次十字军东征。教皇满意认为，他已经完全控制腓特烈二世。1214年，奥托四世在布汶戰役中惨败，这使得腓特烈二世确保神圣罗马帝国的皇位。

## 对外用武
等到腓特烈二世成年，他就显示出一种截然非英诺森三世所想的态度。英诺森三世的继任霍诺留斯三世是一个优柔寡断之人，他使得腓特烈二世能够放手把西西里作为他的政治基地。1220年帝国会议选举腓特烈二世为罗马人民的国王。于是皇帝的地盘把教皇国包围起来，而这正是历代教皇所极力反对的。总的来说，腓特烈二世对德国的事务反倒不甚关心，他统治的中心是西西里。意大利城市刚刚依靠伦巴第同盟击退腓特烈二世的祖父红胡子腓特烈一世，现在他们发现自己正面对一位更恐怖的腓特烈。
1226年，腓特烈二世发给条顿骑士团大团长赫尔曼·冯·萨尔扎一个特许状，准许其征服古普鲁士人，而这次征服所建立起的条顿骑士团国便是六百五十多年后统一德意志的普鲁士王国之前身。萨尔扎是腓特烈二世一生中最信赖的顾问之一。
1227年性格倔强的格列高利九世当选为教皇，他的后半生都在与腓特烈二世争斗。他命令腓特烈二世立即率领十字军东征。但腓特烈二世的十字军遇到瘟疫，以至很快折返。格列高利九世不相信这是事实，他对腓特烈二世处以绝罚。腓特烈二世只好再次出征耶路撒冷。
腓特烈二世领导的第六次十字军是十字军东征史上绝无仅有一次。他的行动令东方和西方都大吃一惊，然而却得到最好的效果。实际上，腓特烈二世避免任何战场上的交锋，他通过谈判手段换回耶路撒冷。埃及苏丹阿卡邁爾（Al-Kamil）称赞他为最好的欧洲君主。根据和约，腓特烈二世重建耶路撒冷王国并自任国王，同时与原国王的女儿布里昂的约兰德结婚。他这些史无前例活动成為格列高利九世反对他的藉口。格列高利九世谴责腓特烈公然与异教徒签约，并派军队进攻西西里（教宗國在羅馬一帶擁有自己的領地和軍隊）。然而，教皇大大低估腓特烈二世的力量。腓特烈二世迅即班师回意大利击溃教皇军队。双方于1230年休战，格列高利九世解除对腓特烈的绝罚。
1241年4月9日-11日波蘭王國和匈牙利王國分別在莱格尼察战役和蒂萨河之战敗於西征的蒙古帝國軍隊。其中腓特烈二世拒絕和他關係不好的匈牙利國王貝拉四世救援請求（因貝拉支持教皇反對腓特烈）。蒙古軍其後洗劫神聖羅馬帝國的各諸侯國如奧地利、摩拉維亞及波希米亞等地。腓特烈二世本人佩服蒙古軍的強大，同時又開始命令各诸侯國加強防禦並召集軍隊應付蒙古軍。腓特烈二世曾經收到過拔都的招降書，但腓特烈沒有理會，儘管如此，他還是向英格蘭王國國王亨利三世和法蘭西王國國王路易九世要求組織針對蒙古軍的十字軍。蒙古軍撤離東歐至俄羅斯地區後（因窩闊台汗逝世而撤退），由此腓特烈二世重新將焦點放回意大利半島。

## 与教皇的争斗
腓特烈二世与教皇国的矛盾已经根深柢固。1234年，教皇支持腓特烈二世的儿子，罗马人民的国王亨利七世反对自己的父亲。腓特烈二世很快扑灭叛乱，他废除儿子的王位，并把他终身监禁在意大利的监狱里（1235年），且一并剥夺亨利七世二子的王位继承权。他在意大利有一个有力的支持者：维罗纳长官埃泽利诺三世·达·罗马诺。在后者支持下，他对意大利南方的反皇帝城市联盟进行征讨（1236年）。1237年，腓特烈二世在科尔泰努瓦大败圣泽诺内联盟。1241年他袭击热那亚的舰队，俘虏两名正准备参加教皇召开，谴责腓特烈二世会议的红衣主教。
新任教皇英诺森四世表现出一种比格列高利九世还要严厉的态度。1245年，他在法国的里昂对腓特烈二世处以绝罚（他选择里昂是为避开皇帝的直接军事威胁）。腓特烈二世面临严峻的形势：教皇制裁损害他的声望，在那个人民笃信羅馬公教的时代，君主被开除教籍是极其危险的，以前就有不少这方面的例子。更严重的是，德意志诸侯开始与意大利城市联合反对他，这些诸侯一直是困扰每一代皇帝的威胁力量。1246年，图林根公爵亨利在教皇与诸侯支持下当选为敌对国王。在种种困难之下，腓特烈二世的军队在弗萨尔塔战役中被意大利同盟打败，他的儿子被俘，尽管皇帝本人未在军中，但这对腓特烈二世是一个沉重打击。在1248年的帕尔马之围中，伦巴第同盟军队趁腓特烈二世外出行猎时突袭帝国军营地，导致决战中帝国军一败涂地，至此腓特烈二世彻底失去了征服北意大利的可能。

## 去世和影响
腓特烈二世一直未能找到反对英诺森四世的可靠同盟。1250年12月，他在一次行猎中突然中风。也有人说是被自己的儿子曼弗雷德杀死。1250年12月13日，在痢疾的折磨下，腓特烈二世死在弗奥伦蒂诺城堡（现今意大利福贾省圣塞韦罗地区），享年56岁。死去时，他穿着熙笃会修士的白色會衣。
在他死后，遵照遗嘱他的头衔被如下划分：合法继承人康拉德四世获得罗马人民的国王和西西里国王称号；曼弗雷德受封塔兰托，并摄政王国事务；亨利二世虽然因为叛乱而被剥夺继承权，但他的子嗣继承了奥地利公国和施蒂利亚公国。腓特烈二世的遗愿是，在不影响国家威望的前提下，将所有从教皇手里夺取的土地归还教皇，同时大赦天下，减少赋税。然而，康拉德四世在继位后四年就去世，王朝地位岌岌可危。腓特烈二世的这一遗愿最终也未能实现。

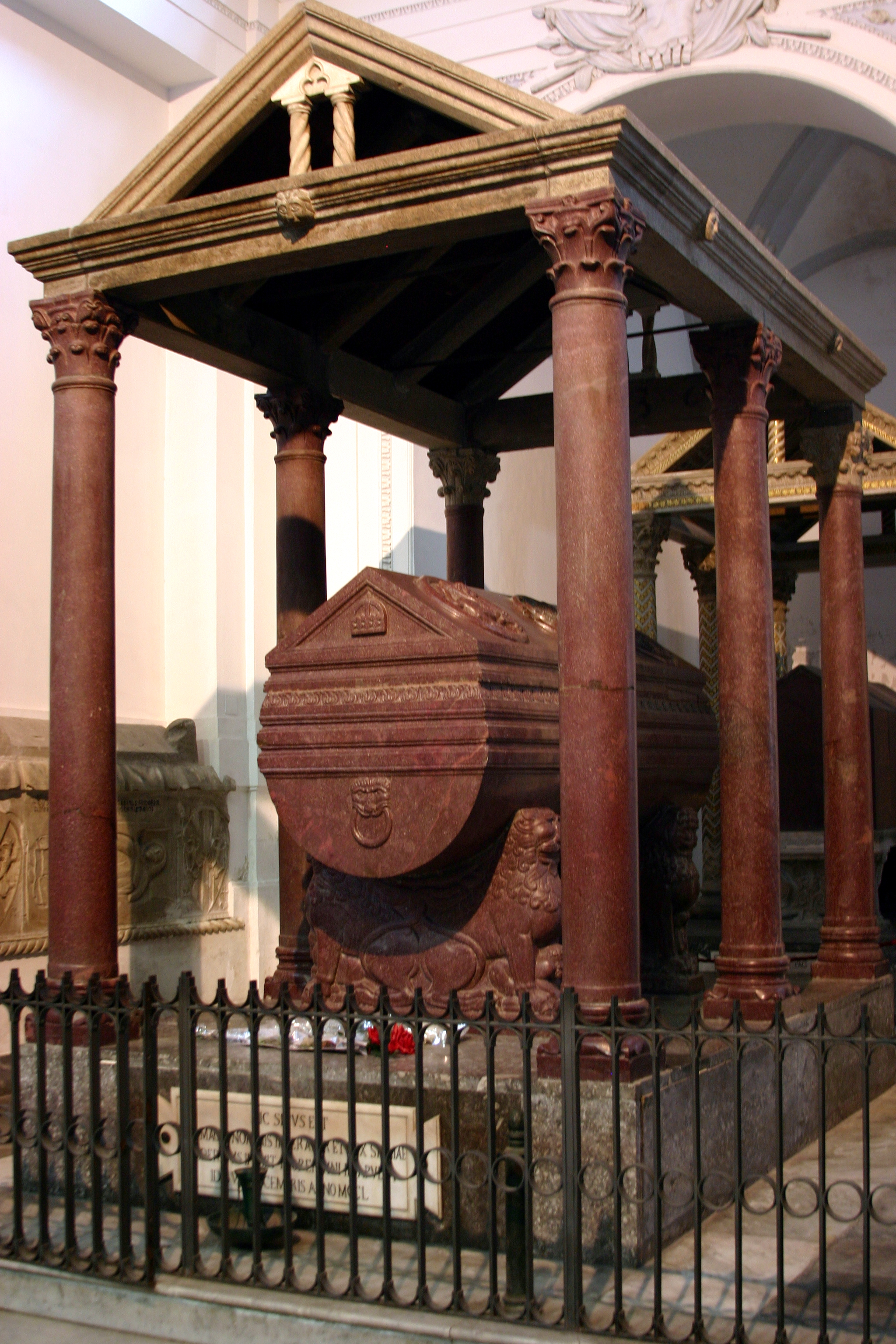
腓特烈二世墓，位于巴勒莫教堂内

在腓特烈二世去世之后，军队中的穆斯林將領们将他收殓，并带到巴勒莫。最终安放他遗体的石棺被放置在巴勒莫主教座堂礼拜堂内，与他的父亲亨利六世和西西里国王羅傑二世放在一起。
19世纪时，当时的历史学家们对腓特烈二世的遗体进行学术调查。石棺中他的尸体穿着伊斯兰风格服装，外衣的衣袖上用阿拉伯语绣着“朋友，宽宏大量的人，诚实的人，富有知识的人，胜利者”。

## 才艺
腓特烈二世给人留下深刻的印象，仿佛他不是个君主而是位学者。他本人掌握七种语言：德语，意大利语，法语，拉丁语，希腊语，希伯来语和阿拉伯语。这在教育比较落后的中世纪是非常令人惊奇的。
由于具有一些新颖的观念，他在发展工商业方面很有成就。腓特烈二世重视教育，他创办那不勒斯大学（1224年），在西西里办一个诗歌学校。皇帝本人还写有一部诗集“猎鸟的艺术”。腓特烈二世把西西里的法律编成法令集。在自然科学方面，腓特烈二世非常重视伊斯兰学者掌握的知识，当时伊斯兰世界的文明，特別是對學術的教育品質與理解水準远远超过欧洲。他有时会做一些实验，不过这些实验据说变成暴行（将囚徒在酒桶里慢慢淹死以观察灵魂是否存在，将婴儿由聋哑人抚养以观察语言如何起源），当然这也可能是教皇对他的诽谤。

## 个人生活
腓特烈二世是个有强烈感官刺激欲望的男人。换而言之，他有很强烈的性欲。他对女色的追求可能来自于过早丧失母爱，童年生活在一个完全没有关心和爱的环境中有关。
他爱女人，爱过许多许多女人并为她们写出许多情真意切，感情热烈奔放，甚至相当肉麻的情诗。传说他在年少流浪时便和妓女们打成一片，15岁时便和一位比他至少大十岁的美丽寡妇，前匈牙利的王后阿拉貢的康斯坦絲结婚。17岁就有嫡出的长子，未来的共同统治者亨利。在他喜爱的发妻死后，他又结两次婚，这两位夫人为他生许多孩子后也都去世。在他最爱情人临死的时候，他在她灵床边和她举行婚礼仪式。他还有一个奇特的爱好，就和以前的西西里君王一样，喜爱阿拉伯的美丽宫妃，他经常带着一些阿拉伯女奴和珍禽异兽出游。

## 家庭
腓特烈二世的合法子女及私生子女加起来至少有20个，育有他的子女的女性至少有13位。

### 合法子女
與第一任妻子阿拉貢國王阿方索二世的女兒亞拉岡的康斯坦莎（1179年—1222年6月23日），於1209年8月15日在西西里墨西拿舉行婚禮
- 德意志的亨利（1211年—1242年2月12日），羅馬人民的國王（1220年-1235年）、西西里國王（1212年-1235年）、士瓦本公爵（1217年-1235年）

與第二任妻子耶路撒冷國王布里昂的約翰之女布里昂的約蘭德（1212年—1228年4月25日），於1225年11月9日在普利亞布林迪西舉行婚禮
- 瑪格麗特（1226年11月—1227年8月）
- 康拉德四世（1228年4月25日—1254年5月21日），羅馬人民的國王(1237年-1254年)、西西里國王(1250年-1254年)、士瓦本公爵（1235年—1246年）及耶路撒冷國王（1228年—1254年）

與第三任妻子英格蘭國王約翰的女兒英格蘭的伊莎貝爾（1214年—1241年12月1日），於1235年7月15日在德意志的沃爾姆斯舉行婚禮
- 乔丹（1236年春天出生，年内夭折）
- 阿格妮絲（1237年）
- 亨利（1238年2月18日—1253年5月），以他的舅父英格蘭國王亨利三世的名字為名；被委任為西西里總督及承諾在父親死後繼承耶路撒冷國王，但是在父親死後三年亦去世。曾許配給許多教皇英諾森四世的侄女，但從未與任何人結婚。
- 瑪格麗特（1241年12月1日—1270年8月8日），與圖林根伯爵、其後邁森藩侯阿爾布雷希特結婚

### 情妇与私生子女
- 西西里的某位女伯爵，名字未知，出身不详，托马斯·图斯库斯（英语：Thomas Tuscus）在《皇帝与教皇事迹》（Gesta Imperatorum et Pontificum）中称她是“一位高贵的女伯爵，是西西里王国内（某个爵位）的继承人”（nobili comitissa quo in regno Sicilie erat heres）。
  - 佩托拉诺的腓特烈（英语：Frederick of Pettorano）（1212/13 –1240年之后），只得到了佩特拉诺城堡，后参与反对父亲的阴谋，1240年携妻儿逃亡西班牙。
- 乌斯林根的阿德莱德（Adelheid of Urslingen，约1184-约1222）[2] 她与腓特烈二世的关系发生于后者1215-1220年呆在德国时。有的史料认为她与霍亨堡家族（Hohenburg）家族有关系，名叫马拉诺的阿莱塔（Alayta di Marano）[3]；但更被接受的观点认为她是阿西西伯爵、斯波莱托公爵乌斯林根的康拉德（英语：Conrad I, Duke of Spoleto）的女儿。
  - 撒丁尼亚的恩佐（英语：Enzo of Sardinia）（1251-1272）[4]，1238年被封为撒丁尼亚国王，1249年被俘，在囚禁中度过余生，博洛尼亚与费拉拉的本蒂沃格利奥家族（英语：Bentivoglio family）自称是他的后裔。
  - 马拉诺的卡特琳娜（Caterina da Marano，1216/18-1272年之后），第一任丈夫名字未知，第二任丈夫是贾科莫·德尔卡雷托（Giacomo del Carretto），诺利与菲纳莱侯爵。
- 玛利亚（Maria）或玛蒂尔达（Matilda），来自安条克
  - 安条克的腓特烈（英语：Frederick of Antioch）（1221-1256）[4] ，在西西里国内通过婚姻获取了领地，父亲在世时受命管理托斯卡纳。
- 兰齐亚家族的某个成员[2]
  - 塞尔瓦吉娅（Selvaggia，1221/23-1244），嫁给了埃泽利诺三世·达罗马诺（英语：Ezzelino III da Romano）。
- 马娜（Manna），巴勒莫大主教贝拉尔多·迪卡斯塔格纳（Berardo di Castagna）的侄女[2]
  - 基耶蒂的理查德（德语：Richard von Chieti）（1224/25-1249年5月26日），被父亲派往管理基耶蒂等地，1249年阵亡。
- 布列讷的阿奈斯（Anais of Brienne，约1205-1236），第二任妻子耶路撒冷的伊莎贝拉二世的堂姐妹[2]
  - 布兰切弗洛尔（Blanchefleur，1226-1279年6月29日），后成为法国蒙塔日的道明会修女。
- 沃尔夫索登的里基娜（Richina of Wolfsöden，约1205-1236）[2]
  - 施瓦本的玛格丽特（Margaret of Swabia，1230–1298），嫁给阿切拉伯爵阿奎诺的托马斯（Thomas of Aquino）
- 某位情妇:
  - 格哈德（Gerhard）

與意大利貴婦比安卡·兰齐亚（約1200/10-1230/46），大概於1225年開始關係。其中一個來源闡述他們的關係維持了20年。有記載在比安卡臨死前兩人曾結婚，但是不被教會承認。比安卡與腓特烈二世有三名子女，腓特烈二世將他們兩人的子當成合法子女看待：女兒康斯坦絲嫁給尼西亞皇帝成為皇后及在他的遺囑中委任曼弗雷德為塔蘭托親王及西西里國攝政。
- 康斯坦絲 (安娜)（1230年—1307年4月），與尼西亞皇帝約翰三世結婚
- 曼弗雷德（1232年—1266年2月26日，死於貝內文托戰役），先是西西里國攝政，其後奪去侄兒康拉丁的王位成為西西里國王（1258年－1266年在位）
- 維奧蘭迪（1233年－1264年）